# Voïvodie de Ciechanów
Pour les articles homonymes, voir Ciechanów (homonymie).
La voïvodie de Ciechanów (en polonais Województwo ciechanowskie) était une unité de division administrative et un gouvernement local de Pologne entre 1975 et 1998. 
Elle fut remplacée en 1999 par la voïvodie de Mazovie. 
Sa capitale était la ville de Ciechanów située à environ 100 kilomètres au nord de Varsovie.

## Champ d'application territorial
Elle se composait des districts d'aujourd'hui:
- Powiat de Ciechanów (dans son ensemble)
- Powiat de Działdowo (dans son ensemble)
- Powiat de Maków (seulement la gmina Karniewo)
- Powiat de Mława (dans son ensemble)
- Powiat de Mazowiecki (seulement la gmina Nasielsk)
- Powiat de Płońsk (sauf la gminy Czerwińsk nad Wisłą)
- Powiat de Przasnysz (seulement les gminy Krasne et Czernice Borowe)
- Powiat de Pułtusk (sauf les gminy Obryte et Zatory)
- Powiat de Żuromin (dans son ensemble)

Après la réforme administrative en 1999, la voïvodie de Ciechanów a été divisée en deux voïvodies :
- Voïvodie de Varmie-Mazurie
- Voïvodie de Mazovie

## Bureaux de district
Sur la base de la loi du 22 mars 1990, les autorités locales de l'administration publique générale,ont créé 5 régions administratives associant une douzaine de municipalités.
| Bureau de district de Ciechanów |                           |  |                     |
| 1                               | Gmina Ciechanów           |  | Ciechanów           |
| 2                               | Ville de Ciechanów        |  | Ciechanów           |
| 3                               | Gmina Czernice Borowe     |  | Czernice Borowe     |
| 4                               | Gmina Glinojeck           |  | Glinojeck           |
| 5                               | Gmina Gołymin-Ośrodek     |  | Gołymin-Ośrodek     |
| 6                               | Gmina Grudusk             |  | Grudusk             |
| 7                               | Gmina Krasne              |  | Krasne              |
| 8                               | Gmina Ojrzeń              |  | Ojrzeń              |
| 9                               | Gmina Opinogóra Górna     |  | Opinogóra Górna     |
| 10                              | Gmina Regimin             |  | Regimin             |
| 11                              | Gmina Sońsk               |  | Sońsk               |
| Bureau de district de Działdowo |                           |  |                     |
| 1                               | Gmina Działdowo           |  | Działdowo           |
| 2                               | Ville de Działdowo        |  | Działdowo           |
| 3                               | Gmina Iłowo-Osada         |  | Iłowo-Osada         |
| 4                               | Gmina Lidzbark            |  | Lidzbark            |
| 5                               | Gmina Lubowidz            |  | Lubowidz            |
| 6                               | Gmina Płośnica            |  | Płośnica            |
| 7                               | Gmina Rybno               |  | Rybno               |
| Bureau de district de Mława     |                           |  |                     |
| 1                               | Gmina Bieżuń              |  | Bieżuń              |
| 2                               | Gmina Dzierzgowo          |  | Dzierzgowo          |
| 3                               | Gmina Kuczbork-Osada      |  | Kuczbork-Osada      |
| 4                               | gmina Lipowiec Kościelny  |  | Lipowiec Kościelny  |
| 5                               | Gmina Lutocin             |  | Lutocin             |
| 6                               | Mława                     |  | Mława               |
| 7                               | Gmina Radzanów            |  | Radzanów            |
| 8                               | Gmina Strzegowo           |  | Strzegowo-Osada     |
| 9                               | Gmina Stupsk              |  | Stupsk              |
| 10                              | Gmina Szreńsk             |  | Szreńsk             |
| 11                              | Gmina Szydłowo            |  | Szydłowo            |
| 12                              | Gmina Wieczfnia Kościelna |  | Wieczfnia Kościelna |
| 13                              | Gmina Wiśniewo            |  | Wiśniewo            |
| 14                              | Gmina Żuromin             |  | Żuromin             |
| Bureau de district de Płońsk    |                           |  |                     |
| 1                               | Gmina Baboszewo           |  | Baboszewo           |
| 2                               | Gmina Dzierzążnia         |  | Dzierzążnia         |
| 3                               | Gmina Joniec              |  | Joniec              |
| 4                               | Gmina Naruszewo           |  | Naruszewo           |
| 5                               | Gmina Nowe Miasto         |  | Nowe Miasto         |
| 6                               | Gmina Płońsk              |  | Płońsk              |
| 7                               | Płońsk                    |  | Płońsk              |
| 8                               | Gmina Raciąż              |  | Raciąż              |
| 9                               | Raciąż                    |  | Raciąż              |
| 10                              | Gmina Siemiątkowo         |  | Siemiątkowo         |
| 11                              | Gmina Sochocin            |  | Sochocin            |
| 12                              | Gmina Załuski             |  | Załuski             |
| Bureau de district de Pułtusk   |                           |  |                     |
| 1                               | Gmina Gzy                 |  | Gzy                 |
| 2                               | Gmina Karniewo            |  | Karniewo            |
| 3                               | Nasielsk                  |  | Nasielsk            |
| 4                               | Gmina Pokrzywnica         |  | Pokrzywnica         |
| 5                               | Pułtusk                   |  | Pułtusk             |
| 6                               | Gmina Świercze            |  | Świercze            |
| 7                               | Gmina Winnica             |  | Winnica             |

## Villes principales
Population au 31 décembre 1998
- Ciechanów - 47 468
- Mława - 30 520
- Płońsk - 23 039
- Działdowo - 21 088
- Pułtusk - 19 129
- Żuromin - 8 997
- Lidzbark - 8 351
- Nasielsk - 7 222
- Raciąż - 4 585
- Glinojeck - 3 060
- Bieżuń -1 903